# Peter Quintelier
Peter Quintelier, né le 2 octobre 1967 à Saint-Nicolas, est un joueur de football belge, qui évoluait comme milieu défensif. Il a arrêté sa carrière en 2005, et est depuis devenu entraîneur. En 2011, il dirige l'équipe du KSV Temse.

## Sources
- Album Panini Belgique « Football '99 »